# 1944
1944 (MCMXLIV) a fost un an bisect al calendarului gregorian, care a început într-o zi de sâmbătă.

## Evenimente
Al Doilea Război Mondial

### Ianuarie

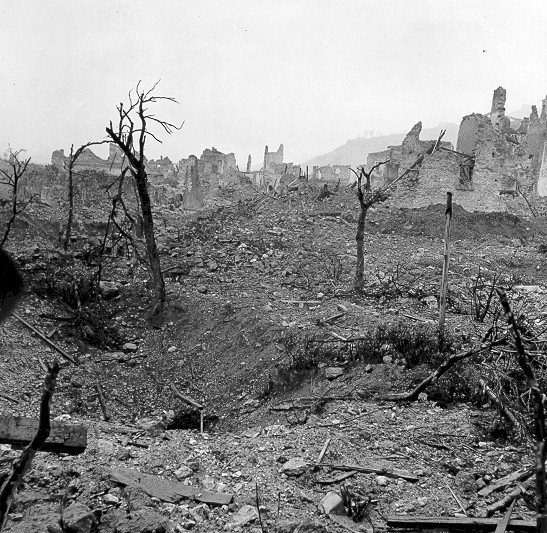
4 ianuarie-19 mai: Bătălia de la Monte Cassino.

- 1 ianuarie: Himmler raportează că 25.000 soldați ai Waffen-SS sunt ucraineni.
- 4 ianuarie: Armata Roșie trece de bariera de înaintea războiului dintre Polonia și URSS la Wolyn.
- 24 ianuarie: O comisie sovietică specială pretinde că naziștii sunt vinovați pentru măcelul de la Katyn.
- 29 ianuarie: Partizani evrei și lituanieni ucid 300 săteni, majoritatea femei și copii, în Koniuchy, pentru rezistența împotriva raidurilor lor.
- 31 ianuarie: Debarcarea forțelor americane în Arhipelagul Marshall.

### Februarie
- 1 februarie: Generalul Franz Kutschera, șef al poliției germane din Varșovia, este asasinat de către un grup de tineri membri ai AK. Ca represalii, naziștii împușcă 100 prizonieri în locul unde acesta a fost ucis și alți 200 în apropiere de închisoarea Pawiak.
- 5 februarie: Sovieticii cuceresc orașul Luțk.
- 9 februarie: La Lesno, 60 de femei muncitoare la căile ferate sunt executate de către naziști ca represalii față de un act de sabotaj.
- 22 februarie: Trupele NKVD încercuiesc sute de sate cecene în URSS și în 24 de ore deportează populația acestora către Siberia. În jur de 530.000 ceceni mor, supraviețuitorii putându-se reîntoarce acasa abia în 1956.
- 27 februarie: Forțele germane, asistate de SS-Galizien și UPA, atacă Huta Pieniacka, cauzând 500-800 de victime.

### Martie
- 12 martie: Trupele SS ucrainene și sprijinitorii lui Bandera, masacrează 250 polonezi într-o mănăstire dominicană în Podkamien, alți 600 sunt uciși în cătune.
- 17 martie: Hitleriștii asasinează la Rîbnița aproape 400 de prizonieri, cetățeni sovietici și anti-naziști români.
- 18 martie: Trupele naziste ocupă Ungaria.
- 21 martie: C.I.C. Brătianu și Iuliu Maniu adresează mareșalului Ion Antonescu o scrisoare în care cer ieșirea României din război.
- 23 martie: Naziștii și ucrainenii incendiază toți locuitorii din Huta Werchobuska pentru adăpostirea evreilor.
- 23 martie: Atentatul de pe Via Rasella, Roma.

### Aprilie
- 2 aprilie: Declarația U.R.S.S. privind garantarea suveranității și integrității României cu condiția capitulării necondiționate.
- 4 aprilie: Bombardamentul masiv al aviației anglo-americane asupra Bucureștiului. Participă 313 bombardiere și 119 avioane de vânătoare. Au decedat 2.942 de persoane și alte 2.416 au fost rănite.
- 5 aprilie: 230 de bombardiere escortate de 180 de avioane de vânătoare bombardează orașul Ploiești. Exact ca și în cazul zilei precedente, mai multe bombardiere și-au lansat încărcătura eronat, bombele căzând în centrul orașului. Au fost uciși 278 de civili, 16 ostași români și 26 de ostași germani.
- 10 aprilie: Eliberarea orașului Odesa.
- 12-15 aprilie: Eliberarea orașelor Kerci, Simferopol și Levpatoria.
- 15-16 aprilie: Primul bombardament de noapte al aviației britanice asupra României: 83 de bombardiere Wellington atacă Turnu Severin. Un alt bombardament asupra Turnului Severin a fost pe 16 aprilie la ora 15:00. Bilanțul celor două zile: 162 morți. Tot pe 16 aprilie, 126 de bombardiere americane atacă Brașovul, decedând 184 de persoane.
- 24 aprilie: Al doilea mare bombardament american asupra Bucureștiului cu 207 bombardiere, escortate de 48 de avioane de vânătoare,. Au decedat 176 de persoane. Universitatea e distrusă parțial. Simultan a fost atacat și Ploieștiul cu 190 bombardiere, unde au murit 53 de oameni.
- 26 aprilie: Formarea guvernului Andreas Papandreu în Grecia.15 aprilie:
- 27 aprilie: Palatul de la Mogoșoaia este închiriat Ambasadei Elveției la București.

### Mai
- 4 mai: În Owczarnia, 17 soldați AK sunt uciși de către Armata Poporului, organizație secretă condusă de comuniști;
- 10 - 13 mai: ultimele forțe germane și române au fost evacuate pe mare din Sevastopol;
- 18 mai: Trupele generalului Wladyslaw Anders, al II-lea Corp polonez atașat armatei britanice a XVIII-a, capturează Monte Cassino și ridică un steag polonez asupra ruinelor.18 mai:

### Iunie

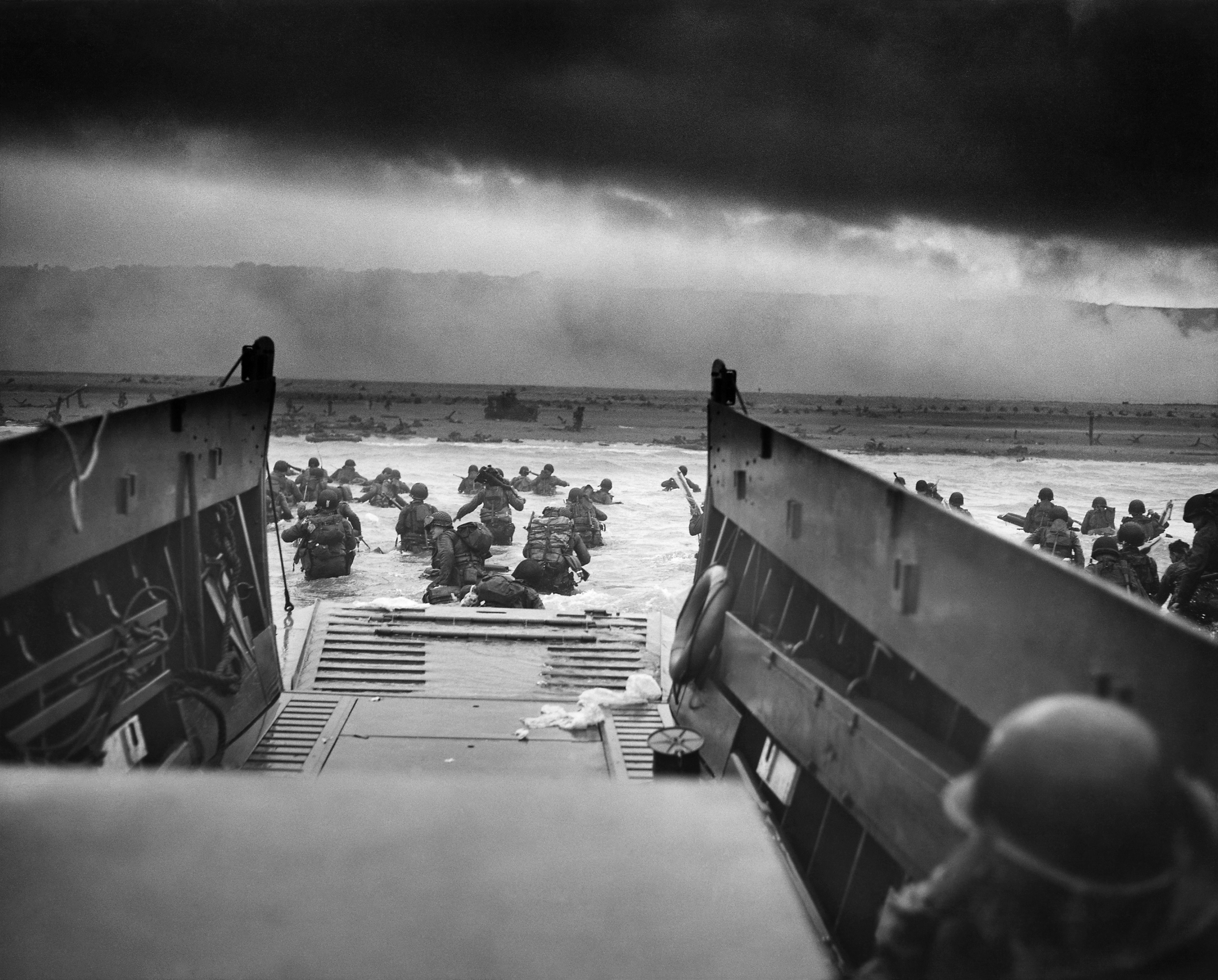
6 iunie: Ziua Z.

- 4 iunie: Trupele americane, britanice și franceze eliberează orașul Roma.
- 5 iunie: Mai mult de 1.000 de bombardiere britanice aruncă 5.000 tone de bombe pe coasta Normandiei în pregătirea Zilei Z.
- 6 iunie: Sub comanda generalului american, Dwight Eisenhower, este declanșată Operațiunea Overlord, însemnând debarcarea aliaților în Normandia.
- 10 iunie: Trupele naziste ucid 643 de civili în masacrul de la Oradour-sur-Glane, Franța.
- 16 iunie: Timișoara este bombardată pentru prima dată de către Forțele Aeriene Regale ale Marii Britanii.
- 17 iunie: Islanda anunță separarea sa definitivă de Danemarca și se proclamă republică - ziua națională.
- 23 iunie: Scriitorul german Thomas Mann devine cetățean american.

### Iulie
- 3 iulie: Trupele sovietice eliberează orașul Minsk.
- 12 iulie: În lumina trădării sovieticilor și atacurilor asupra AK, generalul Bor-Komorowski spune trupelor sale: "Trebuie să cooperăm cu sovieticii doar pentru a lupta împotriva Germaniei".
- 13-22 iulie: Armata Roșie încercuiește și distruge forțele germane și ucrainene (inclusiv divizia SS-Galizien) la Brody.
- 17 iulie: Sovieticii arestează 6.000 soldați AK, în timp ce 1.000 scapă. Din iulie până în decembrie, aproximativ 30.000 soldați AK vor fi arestați în estul râului Wisla.
- 20 iulie: Complotul de la Rastenburg. Adolf Hitler supraviețuiește unui atentat, o încercare de asasinat condusă de colonelul Claus von Stauffenberg.
- 20-29 iulie: Uniunea dintre forțele AK și Armata Roșie cauzează 1.400 morți în rândurile germanilor.
- 21 iulie: Colonelul Claus von Stauffenberg și ceilalți complici la asasinarea eșuată împotriva lui Adolf Hitler, sunt executați la Berlin, Germania.
- 21 iulie: Comitetul Polonez pentru Eliberarea Națională este creat la ordinul lui Stalin pentru a stabili controlul asupra Poloniei.
- 22 iulie: Comitetul Polonez pentru Eliberarea Națională este declarat guvern provizoriu în Polonia.
- 24 iulie: Lagărul de exterminare Majdanek, unde au fost uciși 360.000 oameni, este eliberat de către sovietici. Mai târziu în același an, URSS va folosi lagărul pentru a întemnița membri ai miliției polone.
- 25 iulie: Racheta experimentală V-2, care nu explodase, este recuperată de către miliția poloneză și adusă în Marea Britanie cu un avion special.
- 26 iulie: În Varșovia, prezența trupelor sovietice în apropiere, conduce la o decizie a miliției poloneze să se revolte împotriva Germaniei înaintea sosirii Armatei Roșii.
- 27 iulie: Mai multe mii de soldați AK sunt arestați de către sovietici după ce aceștia depuseseră armele.
- 29 iulie: Radio Moscova îndeamnă locuitorii Varșoviei la revoltă: "Momentul când trebuie să acționăm a sosit".

### August

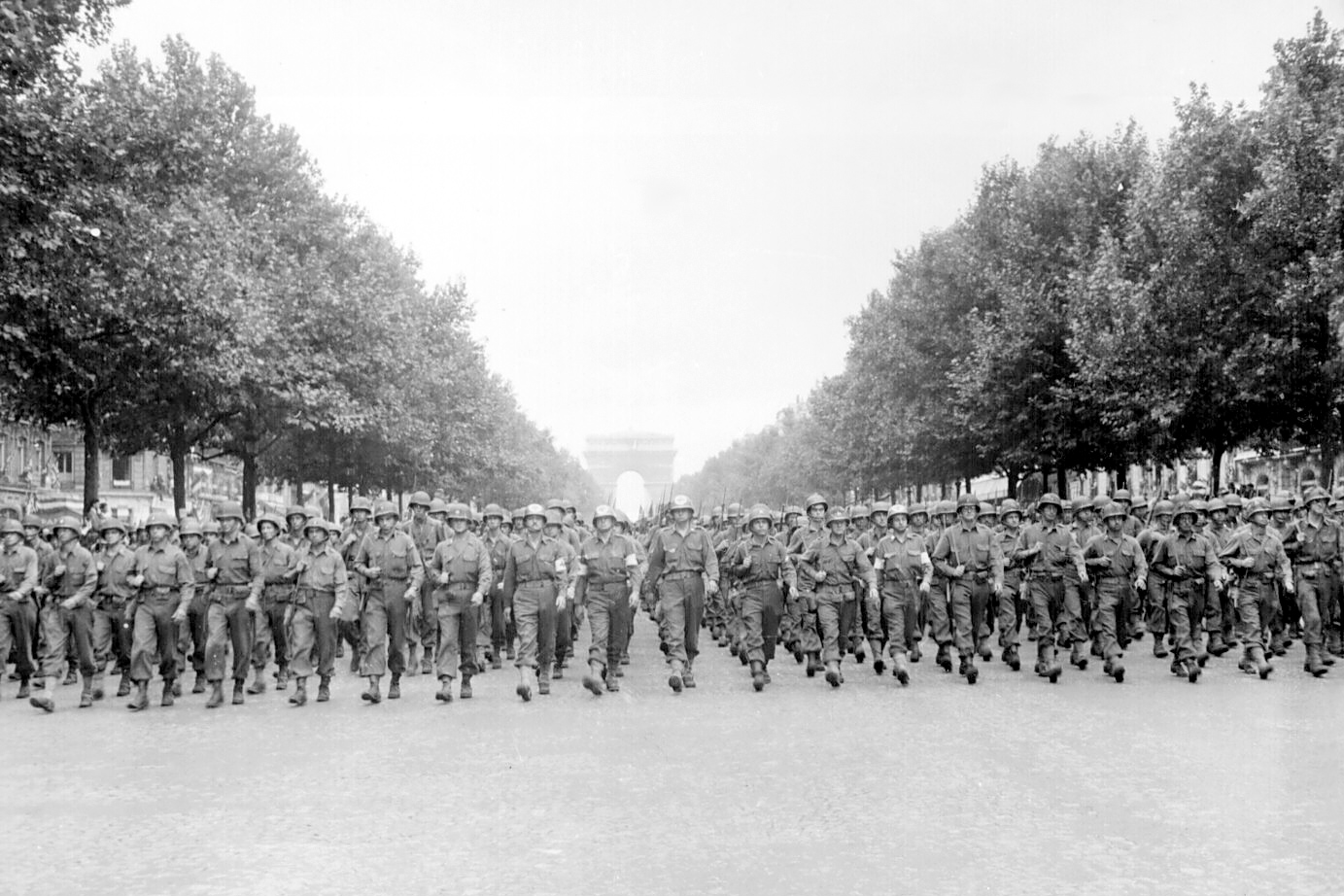
25 august: Eliberarea Parisului. Defilarea trupelor americane pe Champs Elysees.

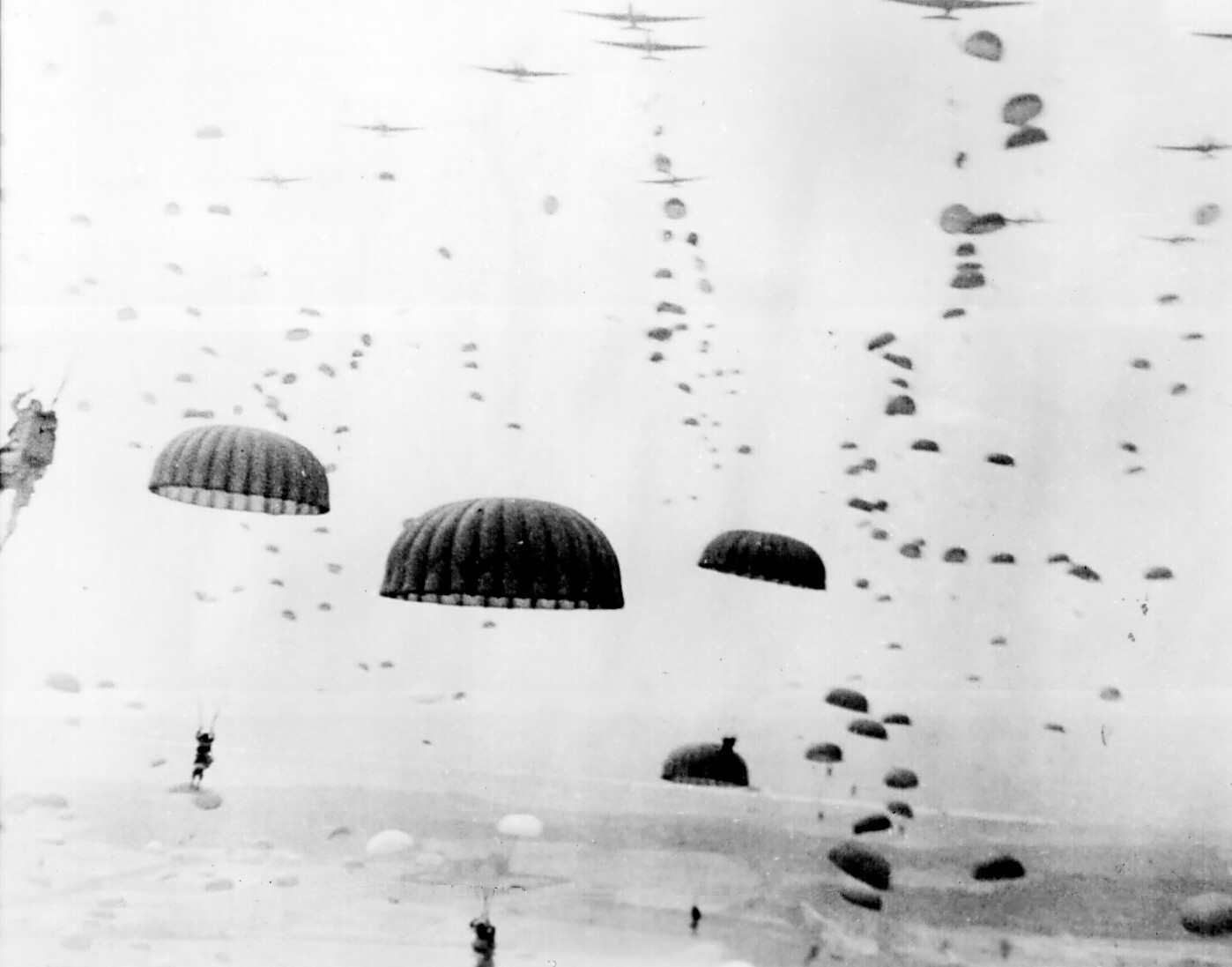
17-26 sept.: Operațiunea Market Garden.

- 12 august: Aliații eliberează orașul Florența, Italia.
- 23 august: Regele Mihai I ordonă arestarea Mareșalului Ion Antonescu. România se alătură trupelor Aliaților.
- 25 august: Parisul este eliberat de sub stăpânire germană.
- 25 august: Ungaria decide să continue războiul alături de Germania.
- 29 august: Delegația României pleacă la Moscova, pentru încheierea armistițiului cu Națiunile Unite.29 august:
- 29 august: Ziua Insurecției naționale slovace. Sărbătoare națională.
- 31 august: Trupele sovietice au intrat în București.

### Septembrie
- 3 septembrie: Aliații eliberează orașul Bruxelles.
- 5 septembrie: Armata a IV-a română oprește ofensiva germano-ungară din centrul Transilvaniei.5 septembrie:
- 7 septembrie: Șeful Marelui Stat Major, generalul Gheorghe Mihail, și-a înaintat demisia în semn de protest față de modul în care era tratată armata română și față de intrarea acesteia sub ordinele înaltului Comandament Sovietic, la 6-7 septembrie 1944, ora 00:00. Cererea i-a fost respinsă, trebuind să accepte colaborarea cu Armata Roșie. La 12 septembrie 1944, a doua oară, își dă demisia și își exprimă refuzul de a accepta "ciuntirea și destrămarea oștirii".
- 8 septembrie: Londra este lovită pentru prima dată de rachetele germane V2.
- 12 septembrie: La Moscova, a fost semnată Convenția de armistițiu dintre guvernul român și guvernele Națiunilor Unite, prin care se consfințea starea de fapt a ieșirii României din războiul contra aliaților și întoarcerea armelor împotriva Germaniei.

### Octombrie
- 13 octombrie: Riga, capitala Letoniei este eliberată de Armata Roșie.
- 14 octombrie: Feldmareșalul german, Erwin Rommel, este ucis din ordinul lui Hitler.
- 20 octombrie: Orașul Belgrad este eliberat de partizanii iugoslavi și Armata Roșie.
- 21 octombrie: Aachen este primul oraș german care capitulează.
- 23 octombrie: Japonia lansează primul atac kamikaze în cadrul Bătăliei din golful Leyte.
- 25 octombrie: Prin reocuparea orașului Carei se încheie eliberarea teritoriului actual al țării, în cadrul celui de-Al Doilea Război Mondial (Ziua Armatei Române).

### Noiembrie
- 7 noiembrie: Franklin Roosevelt a câștigat cel de-al 4-lea mandat de președinte al Statelor Unite ale Americii.
- 21 noiembrie: Armatele române duc lupte grele în nordul Ungariei pentru cucerirea Munților Bükk.
- 29 noiembrie: Albania este eliberată de sub ocupația germană.

### Decembrie
- 2 decembrie: Ca protest față de încercarile de acaparare a puterii de către comuniști, miniștrii PNȚ și PNL din guvernul Constantin Sănătescu își prezintă demisia. Este numit un nou guvern condus de generalul Nicolae Rădescu.
- 16 decembrie-16 ianuarie 1945: Ofensiva din Ardeni, ultima ofensivă a germană pe frontul de vest, o tentativă eșuată de a sparge unitatea forțelor aliate și a împiedica invazia asupra Germaniei.
- 18 decembrie: Armata a IV–a română intră pe teritoriul Cehoslovaciei pentru a participa la operațiunile militare desfășurate împotriva armatei germane.
- 31 decembrie: Ungaria declară război Germaniei.

### Nedatate
- ianuarie: Miliția poloneză ucide zilnic în Varșovia minim 10 germani. În total, 150.000 germani cad pe timpul războiului din mâna miliției. Înaintea Răscoalei din Varșovia, AK pierduse 62.000 oameni.
- aprilie: 3.000 de soldați evrei (dintr-un total de 4.200) dezertează și trec în armata poloneză în Orientul Mijlociu. Unii se alătură unităților Marii Britanii, alții grupurilor teroriste precum Irgun. Printre ei se află și Menachem Begin. Aproximativ 838 evrei vor îmbrăca uniforma poloneză pentru a înfrunta Germania.
- mai: Lui Roosevelt i se prezintă dovezi ale vinovăției sovieticilor privind masacrul de la Katyn, dar el afirmă că este „absolut convins" de vinovăția naziștilor.
- iunie: În primele șase luni al anului 1944, AK ucisese 584 de jandarmi germani, comparativ cu cei 361 din 1943.
- august-octombrie: NKVD interoghează 2.500 de membri AK la Trzebuska. Circa 600 sunt executați și îngropați în Pădurea Turza. Printre victime se află ucraineni, bieloruși și lituanieni.
- A început deportarea masivă, din ordinul lui Stalin, a tătarilor crimeeni din Crimeea înspre Asia Centrală.
- Armata Roșie eliberează Kirkenes, primul oraș din Norvegia care este eliberat de sub ocupația nazistă.
- Legea veteranilor. Lege americană prin care se acordau beneficii veteranilor celui de-Al Doilea RM.
- Mai mult de 40 săteni sunt uciși de către naziști în Pikule pentru adăpostirea partizanilor polonezi.
- URSS declară război Bulgariei.

## Arte, științe, literatură și filozofie
- 27 ianuarie: Premiera piesei Antigone de Jean Anouilh.
- 28 februarie: Premiera comediei "Iată femeia pe care o iubesc" de Camil Petrescu, montată la Teatrul Național din București.
- 1 martie: Are loc premiera piesei "Steaua fără nume" de Mihail Sebastian, la Teatrul Alhambra.
- 15 decembrie: Reapare la București, zilnic, ultima serie a revistei "Bilete de papagal", director Tudor Arghezi (16 decembrie 1944 – 12 februarie 1945).
- Albert Camus publică Neînțelegerea.
- Constantin Noica publică Pagini despre sufletul românesc.
- Mircea Vulcănescu publică Dimensiunea românească a existenței.
- Petre P. Negulescu publică Destinul omenirii vol. IV.
- Tudor Vianu publică Filosofia culturii.

## Nașteri

### Ianuarie

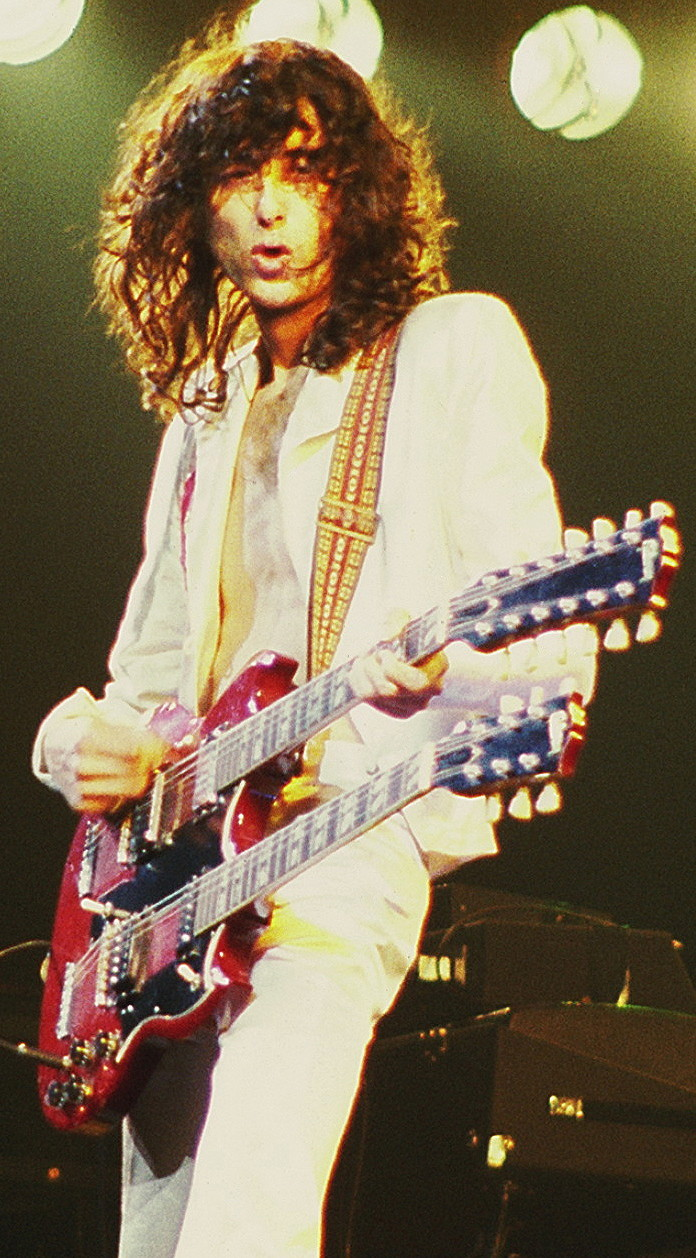
Jimmy Page, muzician, compozitor, chitarist și producător muzical britanic (Led Zeppelin)
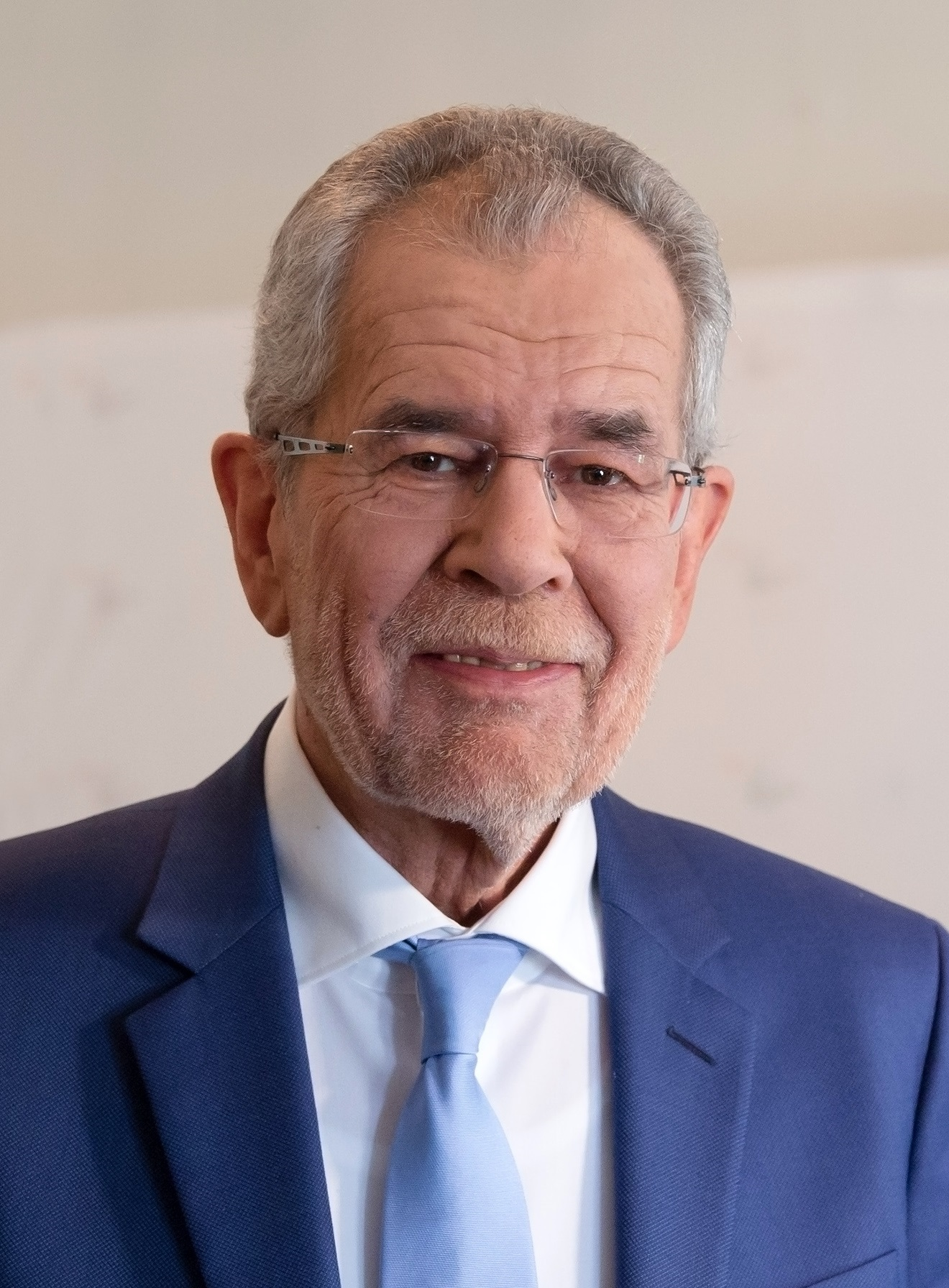
Alexander Van der Bellen, politician și economist austriac, președinte al Austriei
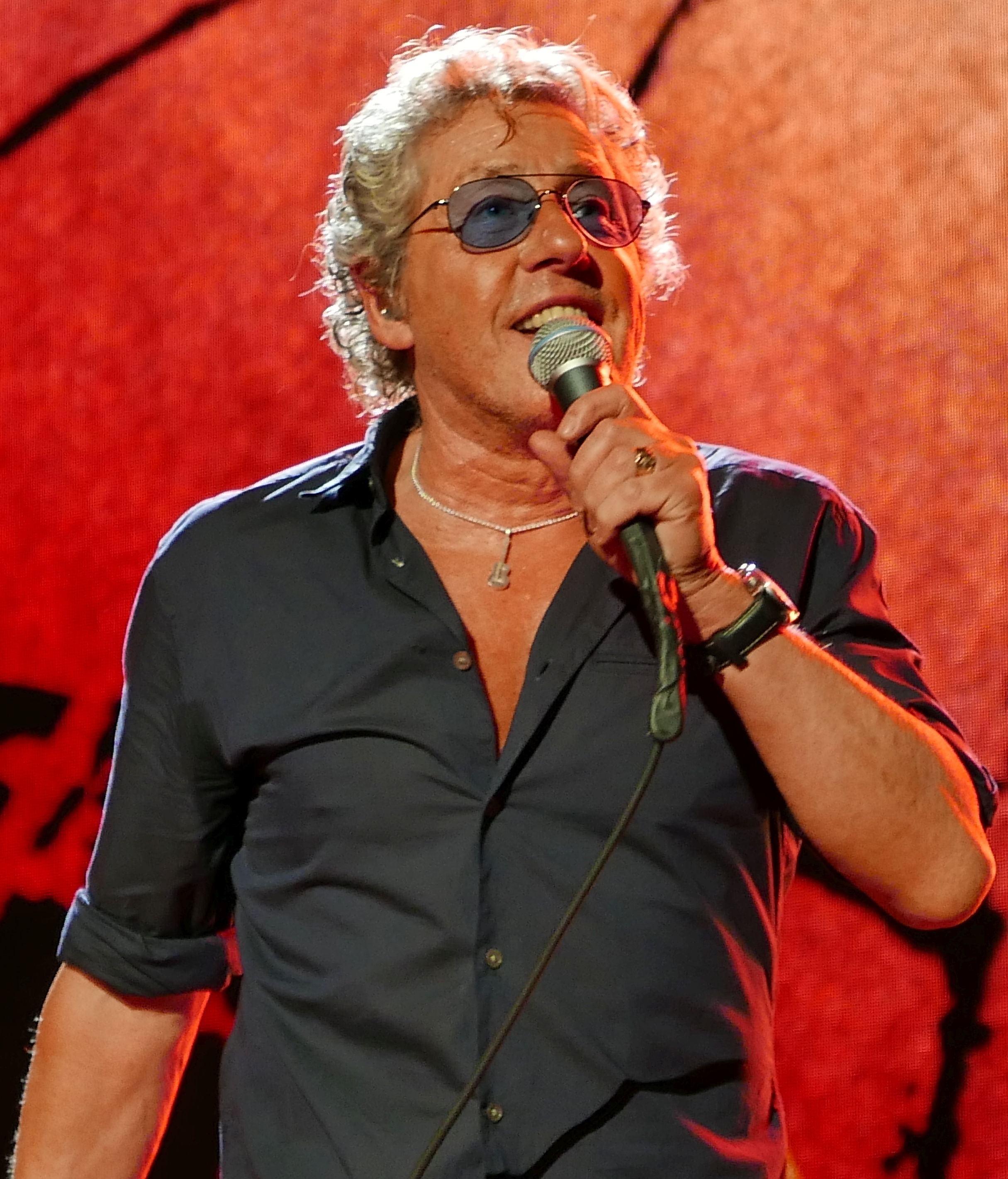
Roger Daltrey, cântăreț britanic (The Who)
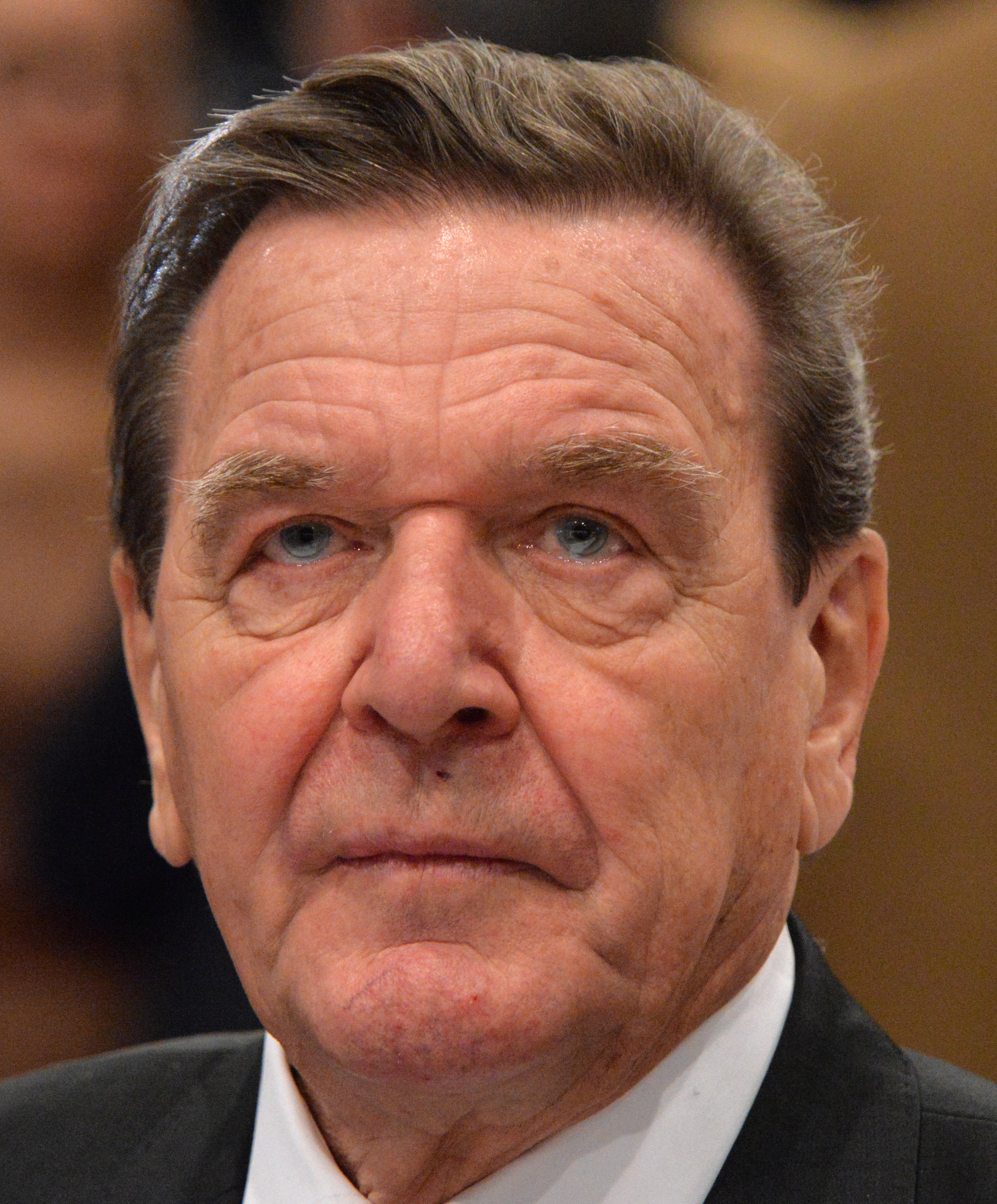
Gerhard Schröder, politician, avocat și lobbyist german, al 7-lea Cancelar al Germaniei

- 1 ianuarie: Omar Hasan Ahmad al-Bashir, politician sudanez
- 1 ianuarie: Doumbi Fakoly, scriitor malian
- 1 ianuarie: Genowefa Grabowska, politiciană poloneză
- 1 ianuarie: Abdul Hamid, politician bengalez, președinte al Bangladeshului (din 2013)
- 1 ianuarie: Mircea Muthu, critic literar român
- 1 ianuarie: Teresa Torańska, scriitoare poloneză (d. 2013)
- 2 ianuarie: Teodor Cladovan, politician român
- 5 ianuarie: Aneta Slivneanu, politiciană română (d. 2012)
- 6 ianuarie: Yair Rosenblum, compozitor israelian (d. 1996)
- 8 ianuarie: Terry Brooks (Terence Dean Brooks), scriitor american
- 9 ianuarie: Grid Modorcea, scriitor și jurnalist român
- 9 ianuarie: Jimmy Page (James Patrick Page), muzician, compozitor, chitarist și producător muzical britanic (Led Zeppelin)
- 10 ianuarie: Rory Byrne, inginer sud-african
- 12 ianuarie: Fatos Kongoli, matematician albanez
- 13 ianuarie: Zoltan Hosszu, politician român de etnie maghiară
- 16 ianuarie: Radu Boruzescu, actor român
- 18 ianuarie: Alexander Van der Bellen, politician și economist austriac, președinte al Austriei (din 2017)
- 21 ianuarie: Emanuel Jardim Fernandes, politician portughez
- 22 ianuarie: Angela Winkler, actriță germană
- 23 ianuarie: Rutger Hauer, actor neerlandez (d. 2019)
- 23 ianuarie: Valentin Tașcu, critic literar român (d. 2008)
- 25 ianuarie: Roger Helmer, politician britanic
- 25 ianuarie: Ion Dolanescu, artist liric, interpret de muzica populara(d.2009)
- 26 ianuarie: Gheorghe Benga, medic român
- 26 ianuarie: Constantin Parascan, scriitor român
- 29 ianuarie: Steve Reid, muzician american (d. 2010)

### Februarie
- 1 februarie: Petru Popescu, scriitor american
- 2 februarie: Lucian Boia, istoric român
- 2 februarie: Lidia Hlib, scriitoare din R. Moldova
- 3 februarie: Petre Anghel, scriitor român, profesor universitar și conducător de doctorat (d. 2015)
- 3 februarie: Aneta Stan, cântăreață română
- 4 februarie: Victoria Berbecar, învățătoare și preoteasă română (d. 2022)
- 7 februarie: Witi Ihimaera, scriitor neozeelandez
- 8 februarie: Sebastião Salgado, fotograf și fotojurnalist brazilian (d. 2025)
- 9 februarie: Ana Iuriev, regizoare de film din Republica Moldova
- 9 februarie: Alice Walker, autor și activist american
- 10 februarie: Alain Lamassoure, politician francez
- 11 februarie: Ion Ababii, medic ORL român
- 12 februarie: Claudia Mori (n. Claudia Moroni), actriță italiană, cântăreață producătoare TV
- 12 februarie: Eugen Patriche, scenarist român
- 13 februarie: Rebop Kwaku Baah, muzician ghanez (d. 1983)
- 13 februarie: Ebba Koch, istorică austriacă a artei
- 14 februarie: Alan Parker, regizor englez (d. 2020)
- 14 februarie: Ronnie Peterson (Bengt Ronnie Peterson), pilot suedez de Formula 1 (d. 1978)
- 15 februarie: Mick Avory (Michael Charles Avory), muzician britanic
- 15 februarie: Alexandru Bocăneț, regizor de film, român (d. 1977)
- 15 februarie: Florica Mitroi, jurnalistă română (d. 2002)
- 17 februarie: Robert Dessaix, romancier, eseist și jurnalist australian
- 19 februarie: Ilie Ciuclea, politician român
- 20 februarie: Roger Knapman, politician britanic
- 21 februarie: Lajos Sătmăreanu, fotbalist român (d.2025)
- 22 februarie: Marc Charig, muzician britanic
- 24 februarie: Nicky Hopkins, pianist britanic (d. 1994)
- 24 februarie: David J. Wineland, fizician american
- 26 februarie: Vasilii Neznamov, fizician și academician rus
- 27 februarie: Ken Grimwood, scriitor american (d. 2003)
- 28 februarie: Sepp Maier, fotbalist german
- 29 februarie: Danielle Auroi, politiciană franceză
- 29 februarie: Ene Ergma, politiciană estoniană
- 29 februarie: Erwin Kessler, inginer elvețian
- 29 februarie: Oleksandr Moroz, politician ucrainean

### Martie
- 1 martie: Roger Daltrey, cântăreț britanic (The Who)
- 1 martie: Johanna L.A. Boogerd-quaak, politiciană neerlandeză
- 4 martie: Harvey Postlethwaite, inginer britanic (d. 1999)
- 5 martie: Ion Sasu, politician român
- 7 martie: Dorel Bucurescu, fizician român
- 8 martie: Șerban Mihăilescu, politician român
- 9 martie: Ruxandra Garofeanu, critic de artă român (d. 2021)
- 14 martie: Carlo Fatuzzo, politician italian
- 15 martie: Emmerich Danzer, cântăreț austriac
- 17 martie: Paul Cornel Chitic, scriitor român (d. 2007)
- 18 martie: Gheorghe Alupoae, sculptor român
- 18 martie: Amnon Lipkin-Șahak, general și om politic israelian, Șef al Statului Major al armatei israeliene (d. 2012)
- 19 martie: Viorel Lis, politician român
- 19 martie: Sirhan Bishara Sirhan, criminal palestinian
- 21 martie: Dan Gheorghe Lazăr Ivan, politician român
- 22 martie: Jean Saint-Josse, politician francez
- 24 martie: R. Lee Ermey, actor american (d. 2018)
- 24 martie: Vojislav Koštunica, politician sârb
- 24 martie: Alonso Puerta, politician spaniol
- 27 martie: Ann Sidney, fotomodel britanic, miss World 1964
- 28 martie: Gisela Kallenbach, politiciană germană
- 29 martie: Nana Akufo-Addo, politician ghanez, președinte al Ghanei (ianuarie 2017 - ianuarie 2025)
- 29 martie: Nicolae Bacalbașa, medic anestezist și politician român
- 30 martie: Giorgio Carollo, politician italian

### Aprilie
- 1 aprilie: Cornel Patrichi, balerin, coregraf și actor român (d. 2016)
- 3 aprilie: Robert Goebbels, politician luxemburghez
- 4 aprilie: Magda Aelvoet, politiciană belgiană
- 4 aprilie: Mantak Chia, scriitor thailandez
- 4 aprilie: Kyösti Virrankoski, politician finlandez
- 5 aprilie: János Martonyi, politician maghiar
- 6 aprilie: Florin Gheorghiu, șahist român
- 7 aprilie: Makoto Kobayashi, fizician japonez
- 7 aprilie: Gerhard Schröder (Gerhard Fritz Kurt Schröder), politician, avocat și lobbyist german, al 7-lea Cancelar al Germaniei (1998-2005)
- 8 aprilie: Masanobu Izumi, fotbalist japonez
- 8 aprilie: Odd Nerdrum, pictor norvegian
- 10 aprilie: Corneliu Popescu, politician român
- 11 aprilie: Christian Mititelu, jurnalist român
- 12 aprilie: George Anca, scriitor român (d. 2020)
- 13 aprilie: Mircea Cornișteanu, scenarist român și regizor de teatru
- 13 aprilie: John Paul DeJoria, antreprenor american
- 13 aprilie: Euphrase Kezilahabi, poet tanzanian (d. 2020)
- 15 aprilie: Kunishige Kamamoto, fotbalist japonez (d.2025)
- 15 aprilie: Laurențiu Mircea Popescu, politician român (d. 2015)
- 16 aprilie: Llewellyn Smith, politician britanic
- 18 aprilie: Encarnación Redondo Jiménez, politiciană spaniolă
- 19 aprilie: James Heckman, economist american
- 19 aprilie: Bernie Worrell, muzician american (d. 2016)
- 20 aprilie: Tudor Zamfirescu, matematician român
- 28 aprilie: Jean-Claude Van Cauwenberghe, politician belgian
- 28 aprilie: Günter Verheugen, politician german

### Mai

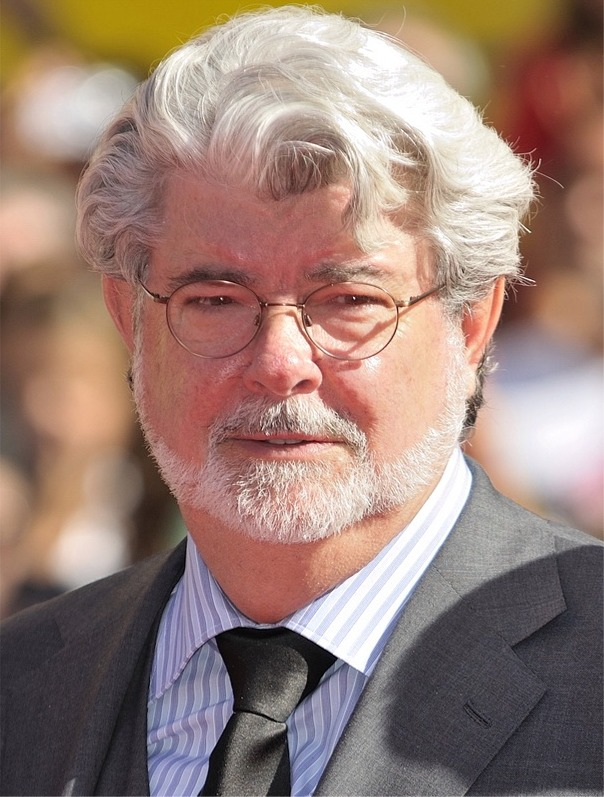
George Lucas, producător de filme, filantrop, antreprenor și regizor american
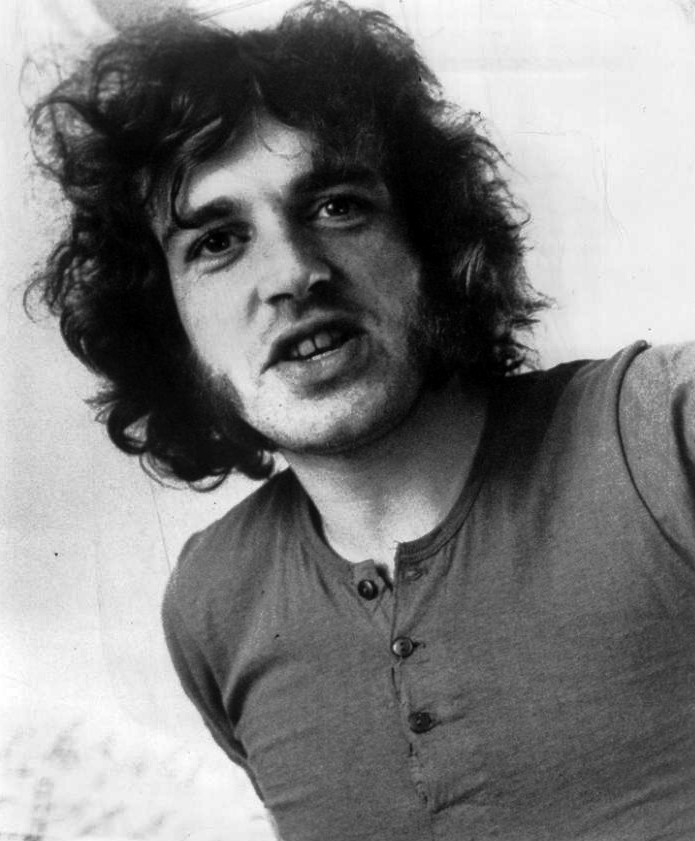
Joe Cocker, cântăreț și muzician britanic
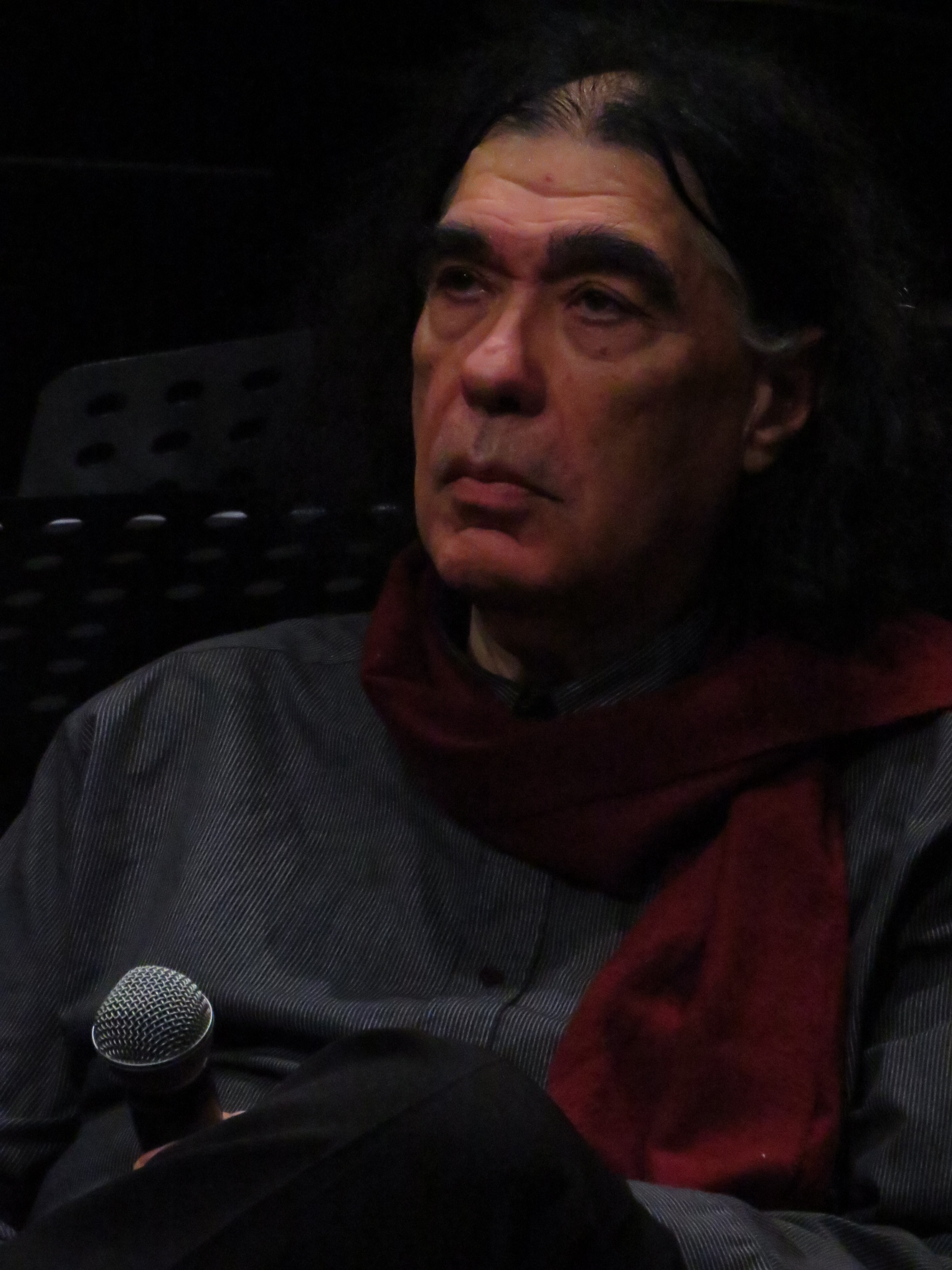
Iancu Dumitrescu, compozitor, dirijor și muzicolog român
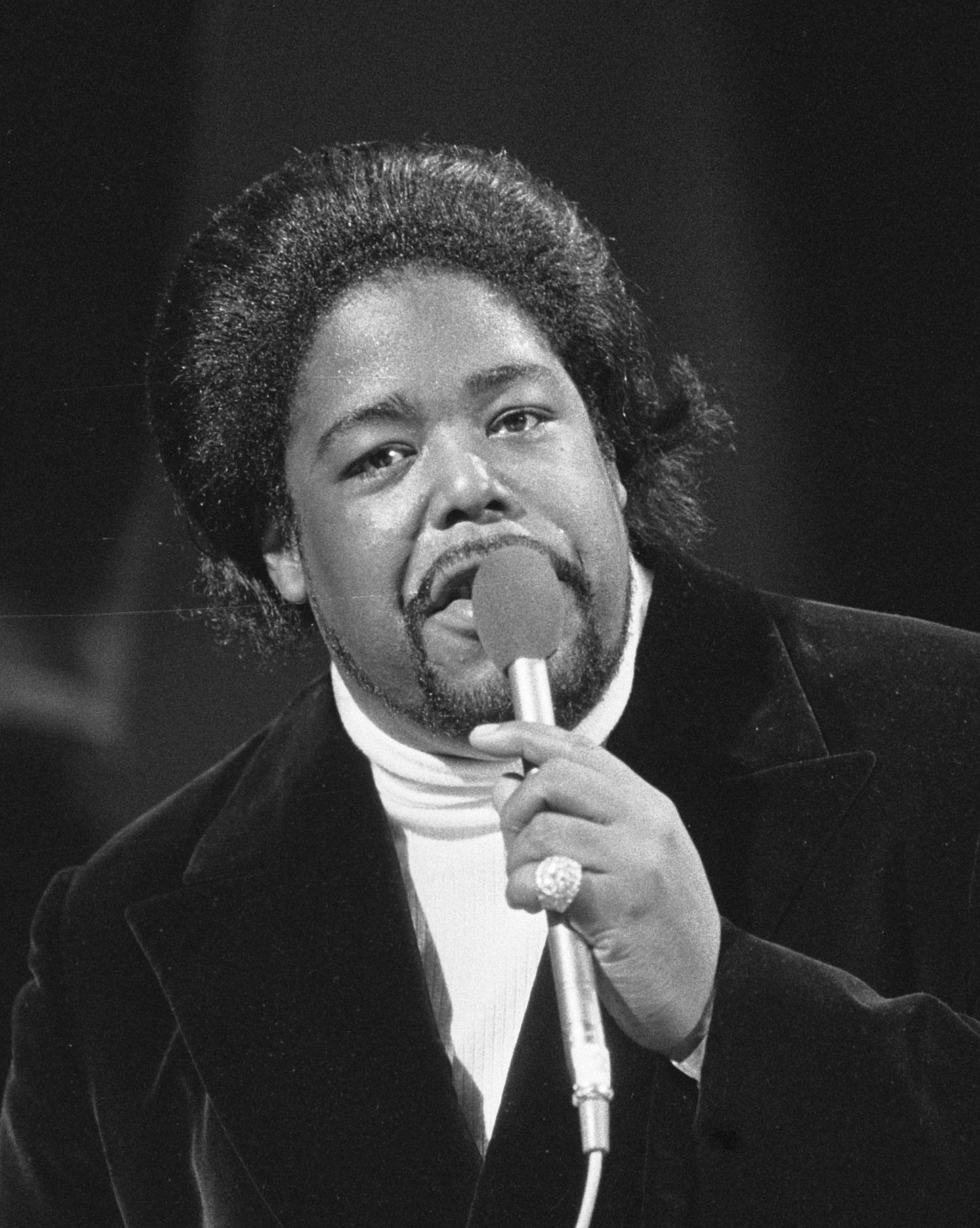
Barry White, muzician, cantautor, textier, producător muzical și compozitor american

- 2 mai: Eusebiu Ștefănescu, actor român (d. 2015)
- 4 mai: Russi Taylor, actriță de voce, americană (d. 2019)
- 5 mai: John Rhys-Davies, actor britanic
- 5 mai: Hans-Peter Mayer, politician german
- 8 mai: Bill Legend, muzician american
- 9 mai: Tony Prince, DJ britanic
- 12 mai: Ion Baciu, sportiv român (lupte greco-romane)
- 14 mai: Richard Balfe, politician britanic
- 14 mai: George Lucas (George Walton Lucas, Jr.), producător de filme, filantrop, antreprenor și regizor american
- 16 mai: Maria Doni, actriță din R. Moldova
- 16 mai: Kurt von Figura, medic german
- 16 mai: Danny Trejo (Dan Trejo), actor american de etnie mexicană
- 19 mai: Petre Popeangă, politician român
- 20 mai: Joe Cocker (John Robert Cocker), cântăreț și muzician britanic (d. 2014)
- 23 mai: Tiki Fulwood (n. Ramon Fulwood), muzician american (d. 1979)
- 23 mai: Alexandru Simionovici, politician român
- 28 mai: Rudy Giuliani, om politic american
- 30 mai: Katsuyoshi Kuwahara, fotbalist japonez
- 31 mai: Salmaan Taseer, politician pakistanez (d. 2011)

### Iunie
- 1 iunie: Haim Brézis, matematician francez (d.2024)
- 3 iunie: Florina Jipa, politiciană română
- 6 iunie: David Alan Harvey, fotograf american
- 10 iunie: Roland Lohkamp, diplomat german
- 10 iunie: Jandira Martini, actriță braziliană
- 10 iunie: Baek Il Sub, actor sud-coreean
- 10 iunie: Yona Wallach, poetă israeliană (d. 1985)
- 13 iunie: David Curry, politician britanic
- 14 iunie: Șerban Creangă, regizor de film român (d. 2012)
- 17 iunie: Peter Giles, muzician britanic
- 17 iunie: Annemie Neyts-Uyttebroeck, politiciană belgiană
- 20 iunie: Riccardo Ventre, politician italian
- 22 iunie: Gérard Mourou, fizician francez
- 22 iunie: Robert Sturdy, politician britanic
- 25 iunie: Nicolae Iorgu, scrimer român
- 25 iunie: Joaquim Vairinhos, politician portughez
- 26 iunie: Ghennadi Ziuganov, politician rus
- 28 iunie: Juan José Bayona de Perogordo, politician spaniol
- 29 iunie: Gary Busey, actor american

### Iulie
- 3 iulie: Rolandas Pavilionis, politician lituanian (d. 2006)
- 5 iulie: Geneviève Grad, actriță franceză (d. 2024)
- 6 iulie: George Alboiu, poet român
- 6 iulie: Bernhard Schlink, scriitor german
- 7 iulie: Glenys Kinnock, politiciană britanică (d.2023)
- 8 iulie: Neculai Grigoraș, politician român (d. 2017)
- 9 iulie: Hugh Kerr, politician britanic
- 12 iulie: Mercedes Bresso, politiciană italiană
- 13 iulie: Joel Hasse Ferreira, politician portughez (d. 2022)
- 15 iulie: Iancu Dumitrescu, compozitor, dirijor și muzicolog român
- 21 iulie: Buchi Emecheta, scriitoare nigeriană (d. 2017)
- 24 iulie: Jan-Carl Raspe, terorist german (d. 1977)
- 27 iulie: Răducu Ițcuș, actor român (d. 2014)
- 31 iulie: Geraldine Chaplin, actriță britanică
- 31 iulie: Robert Merton, economist american

### August
- 2 august: Gheorghe Gornea, fotbalist român
- 2 august: Witold Wit Jaworski, poet polonez
- 2 august: Richard Simmonds, politician britanic
- 7 august: Daniel Féret, politician belgian
- 7 august: David Rasche, actor american
- 9 august: Anatole Katok, matematician american (d. 2018)
- 10 august: Abdul Latif Rașid, politician kurd care ocupă funcția de președinte al Irakului
- 11 august: Ian McDiarmid, actor britanic
- 12 august: Neil Balfour, politician britanic
- 13 august: José García-Margallo y Marfil, politician spaniol
- 15 august: Sylvie Vartan (Sylvia Vartanian), cântăreață și actriță franceză
- 19 august: Jack Canfield, scriitor american
- 20 august: Rajiv Gandhi, politician indian (d. 1991)
- 21 august: Peter Weir, regizor de film, australian
- 23 august: Augustin Deleanu, fotbalist român (d. 2014)
- 23 august: Susan Waddington, politiciană britanică
- 26 august: Maureen Tucker, muziciană americană
- 28 august: Marin Mincu, poet, critic literar, istoric literar, semiolog și eseist român (d. 2009)

### Septembrie
- 2 septembrie: Roland J. Green (Roland James Green), scriitor american
- 2 septembrie: Viorel Marineasa, editor român
- 3 septembrie: Kyriacos Triantaphyllides, politician cipriot
- 7 septembrie: Paul Fister, actor român (d. 2017)
- 9 septembrie: Eric Forth, politician britanic (d. 2006)
- 11 septembrie: Serge Haroche, fizician francez
- 12 septembrie: Eddie Keizan, pilot sud-african de Formula 1 (d. 2016)
- 12 septembrie: Yoshio Kikugawa, fotbalist japonez (d.2022)
- 12 septembrie: Barry White (n. Barry Eugene Carter), muzician, cantautor, textier, producător muzical și compozitor american (d. 2003)
- 14 septembrie: Günter Netzer, fotbalist german
- 18 septembrie: Tsuyoshi Kunieda, fotbalist japonez
- 22 septembrie: Ana Pascu, scrimeră română (d. 2022)
- 22 septembrie: Richard Robarts, pilot britanic de Formula 1
- 23 septembrie: Bernard Lehideux, politician francez
- 24 septembrie: Dimitrie Ivanov, canoist român
- 25 septembrie: Dorin Liviu Zaharia, cântăreț și compozitor român (d. 1987)
- 26 septembrie: Jean-Pierre Ricard, preot catolic francez
- 27 septembrie: Franz Hodjak, scriitor german din România (d.2025)
- 28 septembrie: Charlotte Cederschiöld, politiciană suedeză
- 28 septembrie: Yoshitada Yamaguchi, fotbalist japonez
- 30 septembrie: Jimmy Johnstone, fotbalist scoțian (d. 2006)
- 30 septembrie: Anders Wijkman, politician suedez

### Octombrie
- 1 octombrie: Lee Jung Gil, actor sud-coreean
- 3 octombrie: Vasile Suceveanu, matematician român (d. 2012)
- 3 octombrie: Ildikó Jarcsek-Zamfirescu, actriță română (d. 2019)
- 4 octombrie: Ion Vartic, istoric român
- 8 octombrie: Jean-Marie Klinkenberg, lingvist belgian
- 10 octombrie: Petăr Jekov, fotbalist bulgar (d. 2023)
- 11 octombrie: Younan Nowzaradan, medic chirurg iranian
- 12 octombrie: Kuniya Daini, fotbalist japonez
- 12 octombrie: Renzo Imbeni, politician italian (d. 2005)
- 14 octombrie: Serghei Covaliov, canoist român (d. 2011)
- 15 octombrie: Sali Berisha, politician albanez
- 15 octombrie: David Trimble (The Lord Trimble), politician bitranici (d. 2022)
- 17 octombrie: Nicolae Burcea, politician român
- 17 octombrie: Ioan Seracin, politician român
- 20 octombrie: Tina DeRosa, scriitoare americană (d. 2007)
- 21 octombrie: Jean-Pierre Sauvage, chimist francez
- 23 octombrie: Ștefan Buciuta, politician ucrainean din România
- 25 octombrie: Kati Kovács, actriță și cântăreață maghiară
- 28 octombrie: Marián Labuda, actor slovac (d. 2018)
- 28 octombrie: Anton Schlecker, antreprenor german

### Noiembrie
- 5 noiembrie: Onufrie Berezovski, mitropolit ucrainean
- 6 noiembrie: Takashi Koizumi, regizor de film, japonez
- 7 noiembrie: Luigi Riva, fotbalist italian (d.2024)
- 7 noiembrie: Ottaviano Del Turco, politician italian (d.2024)
- 9 noiembrie: Petre Ninosu, politician român (d. 2008)
- 9 noiembrie: Herbert Wimmer, fotbalist german
- 10 noiembrie: Askar Akaievici Akaiev, politician kirghiz
- 11 noiembrie: Mihai Drecin, politician român
- 11 noiembrie: Marie-France Stirbois, politiciană franceză (d. 2006)
- 12 noiembrie: József Tamás, episcop auxiliar emerit de Alba Iulia
- 16 noiembrie: Radu Nunweiller, fotbalist român
- 20 noiembrie: Dragoș Ujeniuc, politician român
- 21 noiembrie: Valer Dorneanu, politician și jurist român
- 21 noiembrie: Carlos Lage, politician portughez
- 22 noiembrie: Takeshi Ono, fotbalist japonez
- 25 noiembrie: Bev Bevan (Beverly Bevan), muzician britanic
- 25 noiembrie: Dmitri Todoroglo, politician din R. Moldova
- 26 noiembrie: Joyce Quin, politiciană britanică
- 30 noiembrie: Joseph Boakai, politician liberian, președinte al Liberiei

### Decembrie
- 1 decembrie: Tahar Ben Jelloun, scriitor marocan
- 4 decembrie: Rolf-Frieder Marmont, scriitor de limba germană, originar din România
- 5 decembrie: Erik Meijer, politician neerlandez
- 6 decembrie: Arnon Milchan, producător de film, israelian
- 8 decembrie: Viorel Oancea, militar și politician român
- 10 decembrie: Andris Bērziņš, om de afaceri și politician leton
- 10 decembrie: Pierre Schapira, politician francez
- 11 decembrie: Gianni Morandi (Gian Luigi Morandi), cântăreț italian
- 17 decembrie: Dino Dines, muzician britanic (d. 2004)
- 19 decembrie: Richard Leakey, om politic, paleoantropolog și militant ecologist din Kenya (d. 2022)
- 24 decembrie: Béla Kamocsa, compozitor român (d. 2010)
- 26 decembrie: Galsan Tschinag, scriitor mongol
- 29 decembrie: Ioannis Averoff, politician grec

## Decese
- 7 ianuarie: Lou Henry Hoover, 69 ani, politiciană americană (n. 1874)
- 10 ianuarie: Constantin Pomuț, 23 ani, pilot român de aviație, as al Aviației Române din cel de-al Doilea Război Mondial (n. 1920)
- 14 ianuarie: Cserna Karóly, 76 ani, pictor maghiar (n. 1867)
- 14 ianuarie: Alia Moldagulova (Alia Nurmuhamedkîzî Moldagulova), 18 ani, eroină a Uniunii Sovietice (n. 1925)
- 18 ianuarie: Léon Brunschvicg, 74 ani, filosof francez (n. 1869)
- 26 ianuarie: Smaranda Gheorghiu, 86 ani, scriitoare română (n. 1857)
- 31 ianuarie: Jean Giraudoux (Hippolyte-Jean Giraudoux), 62 ani, dramaturg francez (n. 1882)
- 1 februarie: Piet Mondrian (n. Pieter Cornelis Mondriaan), 71 ani, pictor neerlandez (n. 1872)
- 9 martie: Grigore Antipa, 76 ani, biolog și profesor universitar român (n. 1867)
- 13 martie: Tiberiu Vinca, 27 ani, pilot român de aviație, as al Aviației Române din cel de-al Doilea Război Mondial (n. 1916)
- 28 martie: Petru Bogdan, 71 ani, chimist român (n. 1873)
- 29 martie: Grace Chisholm Young, 76 ani, matematiciană britanică (n. 1868)

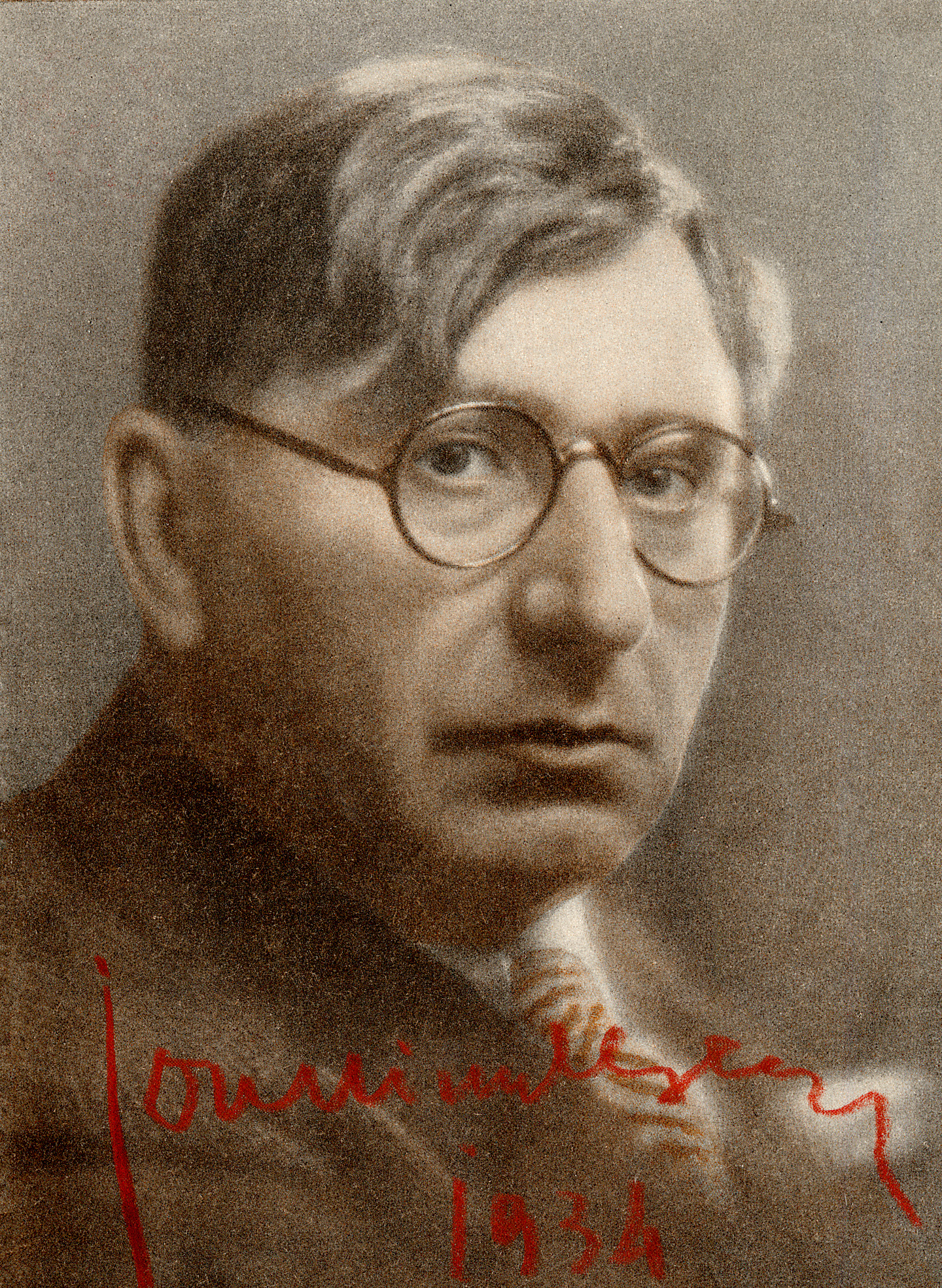
Ion Minulescu, poet și prozator român
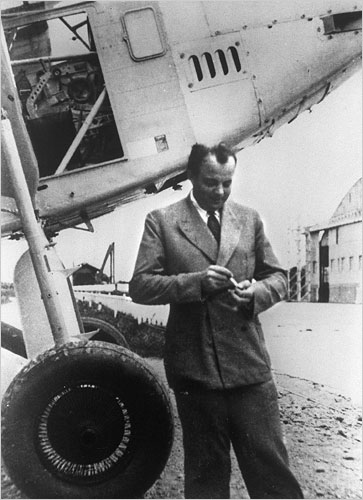
Antoine de Saint-Exupéry, poet, jurnalist, aristocrat, pilot și scriitor francez
Liviu Rebreanu, dramaturg și prozator român

- 3 aprilie: Octav Băncilă, 72 ani, pictor român (n. 1872)
- 11 aprilie: Ion Minulescu, 63 ani, poet și prozator român (n. 1881)
- 12 aprilie: Paul Hazard (Paul Gustave Marie Camille Hazard), 65 ani, istoric francez (n. 1878)
- 24 mai: Nicolae Petrașcu (n. Nicolae Petrovici), 84 ani, scriitor român (n. 1859)
- 26 mai: Heinrich Knirr, 81 ani, pictor german (n. 1862)
- 3 iunie: Nicolae G. Rădulescu-Niger (n. Nicolae Gheorghiu), 83 ani, scriitor, dramaturg și poet român (n. 1861)
- 6 iunie: Paul Cornu, 62 ani, inginer francez (n. 1881)
- 14 iunie: Miksa Róth (Roth Miksa József), 78 ani, artist maghiar (n. 1865)
- 23 iunie: Constantin Dimache, 29 ani, pilot român de aviație, as al Aviației Române din cel de-al Doilea Război Mondial (n. 1915)
- 23 iunie: Virgil Trandafirescu, 36 ani, pilot român de aviație, comandant de escadrilă în cel de-al Doilea Război Mondial (n. 1907)
- 25 iunie: Dénes Berinkey, 72 ani, politician maghiar (n. 1871)
- 10 iulie: Lucien Pissaro, 81 ani, pictor francez (n. 1863)
- 11 iulie: Josip Vandot, 60 ani, scriitor sloven (n. 1884)
- 15 iulie: Gheorghe Hăpăianu, 30 ani, pilot român de aviație, as al Aviației Române din cel de-al Doilea Război Mondial (n. 1914)
- 17 iulie: Gyula Alpári, 62 ani, jurnalist maghiar (n. 1882)
- 21 iulie: Claus von Stauffenberg, 36 ani, ofițer german, conducătorul complotului din 20 iulie împotriva lui Hitler (n. 1907)
- 29 iulie: Ion C. Pena, 32 ani, publicist, poet, epigramist și prozator român (n. 1911)
- 31 iulie: Antoine de Saint-Exupéry, 44 ani, poet, aristocrat, jurnalist, pilot și scriitor francez (n. 1900)
- 8 august: Juliusz Kaden-Bandrowski, 59 ani, scriitor polonez (n. 1885)
- 12 august: Gheorghe Popescu-Ciocănel, 31 ani, pilot român de aviație, as al Aviației Române din cel de-al Doilea Război Mondial (n. 1913)
- 15 august: Ștefania Mărăcineanu, 62 ani, chimist și fizician român (n. 1882)
- 16 august: Tadeusz Gajcy (Tadeusz Stefan Gajcy), 22 ani, poet polonez (n. 1922)
- 17 august: Eugénio de Castro (Eugénio de Castro e Almeida), 75 ani, poet portughez (n. 1869)
- 17 august: Günther von Kluge (Hans Günther Adolf Ferdinand von Kluge), 61 ani, ofițer german (n. 1882)
- 1 septembrie: Dumitru Pavelescu-Dimo, 74 ani, sculptor român (n. 1870)
- 1 septembrie: Liviu Rebreanu, 58 ani, dramaturg și prozator român, membru titular al Academiei Române (n. 1885)
- 13 septembrie: Grigore Bălan, 48 ani, militar român (n. 1896)
- 27 septembrie: Mihai Robu, 60 ani, preot catolic român (n. 1884)

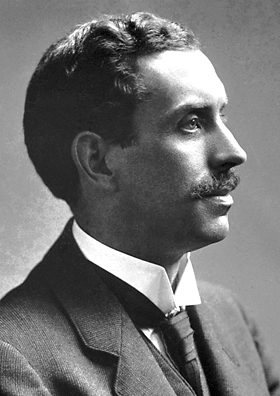
Charles Glover Barkla, fizician britanic, laureat al Premiului Nobel
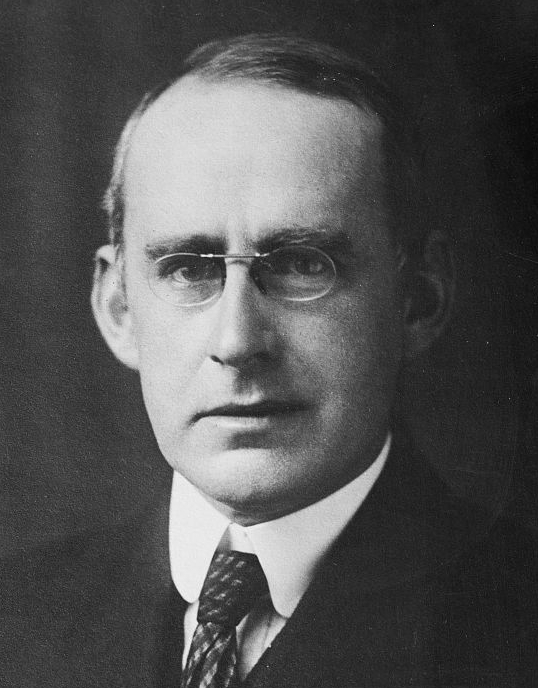
Arthur Eddington, astrofizician și matematician britanic
Nicolae Cartojan, academician, autor, biograf, cercetător literar, istoric literar, pedagog și publicist român
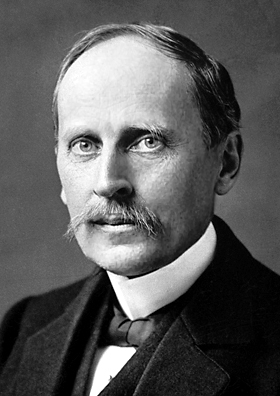
Romain Rolland, scriitor francez, laureat al Premiului Nobel

- 7 octombrie: Vytautas Mačernis, 23 ani, scriitor lituanian (n. 1921)
- 14 octombrie: Erwin Rommel (Johannes Erwin Eugen Rommel), 52 ani, feldmareșal al Germaniei în cel de-al doilea război mondial (n. 1891)
- 16 octombrie: Rufino Blanco-Fombona, 70 ani, scriitor venezuelean (n. 1874)
- 23 octombrie: Charles Glover Barkla, 67 ani, fizician britanic, laureat al Premiului Nobel (1917), (n. 1877)
- 4 noiembrie: Endre Kabos, 38 ani, scrimer maghiar (n. 1906)
- 8 noiembrie: André Abegglen, 35 ani, fotbalist elvețian (n. 1909)
- 12 noiembrie: George David Birkhoff, 60 ani, matematician american (n. 1884)
- 15 noiembrie: Vladimir Narbut, 49 ani, scriitor rus (n. 1888)
- 17 noiembrie: Magda Isanoș (n. Magda Bălan), 28 ani, poetă română (n. 1916)
- 22 noiembrie: Arthur Eddington (Arthur Stanley Eddington), 61 ani, astrofizician și matematician britanic (n. 1882)
- 29 noiembrie: Marcell Komor, 76 ani, arhitect maghiar (n. 1868)
- 30 noiembrie: Kazu Naoki, 26 ani, fotbalist japonez (n. 1918)
- 13 decembrie: Vasili Kandinski, 77 ani, pictor rus (n. 1866)
- 20 decembrie: Nicolae Cartojan, 61 ani, academician, autor, biograf, cercetător literar, istoric literar, pedagog și publicist român, membru titular al Academiei Române (n. 1883)
- 20 decembrie: Fritz Pfeffer, 55 ani, medic german (n. 1889)
- 29 decembrie: Otto Alscher, 64 ani, scriitor austriac (n. 1880)
- 30 decembrie: Romain Rolland, 78 ani, scriitor francez, laureat al Premiului Nobel pentru literatură (1915), (n. 1866)

### Nedatate
- Emil Adorján, 70 ani, scriitor, jurnalist și promotor a stenografiei, maghiar de etnie evreiască (n. 1873)
- Béla Ágai, 73 ani, scriitor, jurnalist și medic maghiar de etnie evreiască (n. 1870)

## Premii Nobel
- Fizică: Isidor Isaac Rabi (SUA)
- Chimie: Otto Hahn (Germania)
- Medicină: Joseph Erlanger, Herbert Spencer Gasser (SUA)
- Literatură: Johannes Vilhelm Jensen (Danemarca)
- Pace: Crucea Roșie